# Stanwellia houhora
Stanwellia houhora là một loài nhện trong họ Nemesiidae.
Stanwellia houhora được miêu tả năm 1968 bởi Forster.